# 2653 Principia
2653 Principia eller 1964 VP är en asteroid i huvudbältet, som upptäcktes 4 november 1964 av Indiana Asteroid Program vid Indiana University Bloomington med Goethe Link Observatory. Asteroiden har fått sitt namn efter Isaac Newton's vetenskapliga verk, Philosophiae Naturalis Principia Mathematica.
Asteroiden har en diameter på ungefär 9 kilometer.